# Anton Winterink
Anton Winterink (Arnhem, 5 november 1914 - Brussel, 6 juli 1944) was een antifascistische verzetsstrijder in Nederland, die werkte voor de Sovjet-militaire inlichtingendienst GRU en in het netwerk van Die Rote Kapelle werkte. Hij was getrouwd met de kunstenares Riek de Raat. Tijdens de Tweede Wereldoorlog woonde Winterink in Brussel en nam actief deel aan het werk van de communistische beweging. Hij was een belangrijke functionaris van de Rode Hulp in Nederland. In 1938 creëerde hij het illegale radio contactnet met Rusland onder de naam "Hilde", dat later werd opgenomen in de Rote Kapelle. De radio-operator van de groep was Johann Wenzel (1902-1969) en hij werkte van het begin 1939 tot eind 1940 met dit net. Tot medio 1942 ondersteunde "Hilde" de illegale radio verbinding met Moskou via de Sovjet-ambassade in Londen met de hulp van drie radio's. Tegelijkertijd ondersteunde de groep Konstantin Yefremov (* 1910), een GRU-ingezetene, met connecties in Nederland, Duitsland en Zwitserland.
Op 18 augustus (of 16 september) 1942 werd Winterink door het Sonderkommando Rote Kapelle van de Gestapo gearresteerd in Amsterdam. Negen leden van de groep met de twee resterende radio's werden niet ontdekt en bleven werken. Uit de groep Winterink werden in totaal 17 mensen gearresteerd. Hij zelf bleef in Brussel, waar hij intensief twee weken werd ondervraagd. Daarna zijn radio berichten sedert 22 september 1942 door de Gestapo verzonden. De Gestapo probeerde Winterinks zender voor een radiospel met Moskou te gebruiken, maar slaagde daar niet in, omdat de resterende leden van de groep die niet gearresteerd waren reeds aan Moskou gerapporteerd hadden over de arrestaties. Toen de Duitsers in de zomer onder de naam Winterink van de centrale in Moskou geld vroegen en een adres van een voormalig lid van de Communistische Partij, waarop het geld moet worden gestuurd kregen zij geen respons. In maart 1944 vroeg de Centrale in Moskou Winterink om het programma te beëindigen. Vier maanden later werd Winterink in Brussel door de Duitsers vermoord en er anoniem begraven.